# Liste der Städte und Gemeinden in Bayern

Karte der bayerischen Kommunen und Landkreise (dunkelgrau sind die gemeindefreien Gebiete markiert). Hinweis: Die wenigen dargestellten Seen (nicht der Bodensee) sind ebenfalls gemeindefreie Gebiete.

Die Liste der Städte und Gemeinden in Bayern enthält die Städte und Gemeinden im Freistaat Bayern. 
Er besteht aus
- 2056 politisch selbstständigen Gemeinden (Stand: 28. Januar 2025).

Diese verteilen sich wie folgt:
- 0318 Städte, darunter
  - 25 kreisfreie Städte,
  - 29 Große Kreisstädte,
- 0386 Märkte und
- 1352 sonstige Gemeinden.

Die 2056 Gemeinden Bayerns sind in 71 Landkreise sowie 25 kreisfreie Städte untergliedert. Bevölkerungsreichster Landkreis ist der Landkreis München mit 354.396 Einwohnern, bevölkerungsärmster der Landkreis Kronach mit 64.545 Einwohnern. Die größte kreisfreie Stadt und bevölkerungsreichste Kommune ist die Landeshauptstadt München mit 1.505.005 Einwohnern. Die bevölkerungsärmste Kommune ist Chiemsee (Landkreis Rosenheim) mit 172 Einwohnern. Alle vorgenannten Einwohnerzahlen datieren auf den 31. Dezember 2024.
982 Kommunen haben sich zur Erledigung ihrer Verwaltungsgeschäfte in 311 Verwaltungsgemeinschaften zusammengeschlossen.
Des Weiteren bestehen in Bayern 165 gemeindefreie Gebiete (überwiegend Forste und Seen), siehe Liste der gemeindefreien Gebiete in Bayern.
Mit seinen 318 Städten ist Bayern das Bundesland mit den meisten Städten (der Vorsprung ist minimal, da Baden-Württemberg zwei Städte weniger zählt). Bayern nimmt den zweiten Platz hinsichtlich der Anzahl der Gemeinden ein (nach Rheinland-Pfalz).

## Kreisfreie Städte
25 kreisfreie Städte (sind in der nachfolgenden alphabetischen Liste aller Gemeinden Bayerns ebenfalls enthalten):
- Amberg
- Ansbach
- Aschaffenburg
- Augsburg
- Bamberg
- Bayreuth
- Coburg
- Erlangen
- Fürth
- Hof
- Ingolstadt
- Kaufbeuren
- Kempten (Allgäu)
- Landshut
- Memmingen
- München Landeshauptstadt
- Nürnberg
- Passau
- Regensburg
- Rosenheim
- Schwabach
- Schweinfurt
- Straubing
- Weiden in der Oberpfalz
- Würzburg

## Große Kreisstädte
29 Große Kreisstädte (sind in der nachfolgenden alphabetischen Liste aller Gemeinden Bayerns ebenfalls enthalten):
- Bad Kissingen
- Bad Reichenhall
- Dachau
- Deggendorf
- Dillingen an der Donau
- Dinkelsbühl
- Donauwörth
- Eichstätt
- Erding
- Forchheim
- Freising
- Fürstenfeldbruck
- Germering
- Günzburg
- Kitzingen
- Kulmbach
- Landsberg am Lech
- Lindau (Bodensee)
- Marktredwitz
- Neuburg an der Donau
- Neumarkt in der Oberpfalz
- Neustadt bei Coburg
- Neu-Ulm
- Nördlingen
- Rothenburg ob der Tauber
- Schwandorf
- Selb
- Traunstein
- Weißenburg in Bayern

## Alle politisch selbständigen Städte und Gemeinden
- Städte sind fett dargestellt.

### A
- Abenberg
- Abensberg
- Absberg Markt
- Abtswind Markt
- Achslach
- Adelschlag
- Adelsdorf
- Adelshofen (Mittelfranken)
- Adelshofen (Oberbayern)
- Adelsried
- Adelzhausen
- Adlkofen
- Affing
- Aham
- Aholfing
- Aholming
- Ahorn
- Ahorntal
- Aicha vorm Wald
- Aichach
- Aichen
- Aidenbach Markt
- Aidhausen
- Aiglsbach
- Aindling Markt
- Ainring
- Aislingen Markt
- Aiterhofen
- Aitrang
- Albaching
- Albertshofen
- Aldersbach
- Alerheim
- Alesheim
- Aletshausen
- Alfeld
- Allersberg Markt
- Allershausen
- Alling
- Allmannshofen
- Altdorf (Niederbayern) Markt
- Altdorf bei Nürnberg
- Alteglofsheim
- Altenbuch
- Altendorf (Landkreis Bamberg, Oberfranken)
- Altendorf (Landkreis Schwandorf, Oberpfalz)
- Altenkunstadt
- Altenmarkt an der Alz
- Altenmünster
- Altenstadt (Iller) Markt
- Altenstadt (bei Schongau)
- Altenstadt an der Waldnaab
- Altenthann
- Altertheim
- Altfraunhofen
- Althegnenberg
- Altmannstein Markt
- Altomünster Markt
- Altötting
- Altusried Markt
- Alzenau
- Amberg (Oberpfalz)
- Amberg (Schwaben)
- Amerang
- Amerdingen
- Ammerndorf Markt
- Ammerthal
- Amorbach
- Ampfing
- Andechs
- Anger
- Ansbach
- Antdorf
- Anzing
- Apfeldorf
- Apfeltrach
- Arberg Markt
- Aresing
- Arnbruck
- Arnschwang
- Arnstein
- Arnstorf Markt
- Arrach
- Arzberg
- Asbach-Bäumenheim
- Ascha
- Aschaffenburg
- Aschau am Inn
- Aschau im Chiemgau
- Aschheim
- Aßling
- Attenhofen
- Attenkirchen
- Atting
- Au in der Hallertau Markt
- Aub
- Aubstadt
- Auerbach (Niederbayern)
- Auerbach in der Oberpfalz
- Aufhausen
- Aufseß
- Augsburg
- Auhausen
- Aura an der Saale
- Aura im Sinngrund
- Aurach
- Aurachtal
- Außernzell
- Aying
- Aystetten

### B
- Baar (Schwaben)
- Baar-Ebenhausen
- Babenhausen Markt
- Babensham
- Bach an der Donau
- Bachhagel
- Bächingen an der Brenz
- Bad Abbach Markt
- Bad Aibling
- Bad Alexandersbad
- Bad Bayersoien
- Bad Berneck im Fichtelgebirge
- Bad Birnbach Markt
- Bad Bocklet Markt
- Bad Brückenau
- Bad Endorf Markt
- Bad Feilnbach
- Bad Füssing
- Bad Griesbach im Rottal
- Bad Grönenbach Markt
- Bad Heilbrunn
- Bad Hindelang Markt
- Bad Kissingen
- Bad Kohlgrub
- Bad Königshofen im Grabfeld
- Bad Kötzting
- Bad Neualbenreuth Markt
- Bad Neustadt an der Saale
- Bad Reichenhall
- Bad Rodach
- Bad Staffelstein
- Bad Steben Markt
- Bad Tölz
- Bad Weißenstadt
- Bad Wiessee
- Bad Windsheim
- Bad Wörishofen
- Baierbach
- Baierbrunn
- Baiern
- Baiersdorf
- Baisweil
- Balderschwang
- Balzhausen
- Bamberg
- Barbing
- Bärnau
- Bastheim
- Baudenbach Markt
- Baunach
- Bayerbach (Rottal-Inn)
- Bayerbach bei Ergoldsbach
- Bayerisch Eisenstein
- Bayerisch Gmain
- Bayreuth
- Bayrischzell
- Bechhofen Markt
- Bechtsrieth
- Beilngries
- Bellenberg
- Benediktbeuern
- Benningen
- Beratzhausen Markt
- Berching
- Berchtesgaden Markt
- Berg (Oberfranken)
- Berg (am Starnberger See)
- Berg bei Neumarkt in der Oberpfalz
- Berg im Gau
- Bergen (Chiemgau)
- Bergen (Mittelfranken)
- Bergheim
- Bergkirchen
- Berglern
- Bergrheinfeld
- Bergtheim
- Bernau am Chiemsee
- Bernbeuren
- Berngau
- Bernhardswald
- Bernried am Starnberger See
- Bernried
- Bessenbach
- Betzenstein
- Betzigau
- Beutelsbach
- Biberbach Markt
- Bibertal
- Biburg
- Bichl
- Bidingen
- Biebelried
- Bieberehren
- Biessenhofen
- Bindlach
- Binswangen
- Birgland
- Birkenfeld
- Bischberg
- Bischbrunn
- Bischofsgrün
- Bischofsheim in der Rhön
- Bischofsmais
- Bischofswiesen
- Bissingen Markt
- Blaibach
- Blaichach
- Blankenbach
- Blindheim
- Böbing
- Bobingen
- Böbrach
- Bockhorn
- Bodenkirchen
- Bodenmais Markt
- Bodenwöhr
- Bodolz
- Bogen
- Böhen
- Böhmfeld
- Bolsterlang
- Bonstetten
- Boos
- Brand
- Brannenburg
- Breitbrunn (Unterfranken)
- Breitbrunn am Chiemsee
- Breitenberg
- Breitenbrunn (Oberpfalz) Markt
- Breitenbrunn (Schwaben)
- Breitengüßbach
- Breitenthal
- Brennberg
- Bruck (Oberbayern)
- Bruck in der Oberpfalz Markt
- Bruckberg (Niederbayern)
- Bruckberg (Mittelfranken)
- Bruckmühl Markt
- Brunn
- Brunnen
- Brunnthal
- Bubenreuth
- Bubesheim
- Buch (Schwaben) Markt
- Buch am Buchrain
- Buch am Erlbach
- Buch am Wald
- Buchbach Markt
- Buchbrunn
- Buchdorf
- Büchenbach
- Buchenberg Markt
- Buchhofen
- Büchlberg
- Buchloe
- Buckenhof
- Bundorf
- Burgau
- Burgberg im Allgäu
- Burgbernheim
- Burgebrach Markt
- Burggen
- Burghaslach Markt
- Burghausen
- Burgheim Markt
- Burgkirchen an der Alz
- Burgkunstadt
- Burglauer
- Burglengenfeld
- Burgoberbach
- Burgpreppach Markt
- Burgsalach
- Burgsinn Markt
- Bürgstadt Markt
- Burgthann
- Burgwindheim Markt
- Burk
- Burkardroth Markt
- Burtenbach Markt
- Buttenheim Markt
- Buttenwiesen
- Bütthard Markt
- Buxheim (Schwaben)
- Buxheim (Oberbayern)

### C
- Cadolzburg Markt
- Castell
- Cham
- Chamerau
- Chieming
- Chiemsee
- Coburg
- Collenberg
- Colmberg Markt
- Creußen

### D
- Dachau
- Dachsbach Markt
- Daiting
- Dammbach
- Dasing
- Deggendorf
- Deining
- Deiningen
- Deisenhausen
- Denkendorf
- Denklingen
- Dentlein am Forst Markt
- Dettelbach
- Deuerling
- Diebach
- Diedorf Markt
- Diespeck
- Dießen am Ammersee Markt
- Dietenhofen Markt
- Dietersburg
- Dietersheim
- Dieterskirchen
- Dietfurt an der Altmühl
- Dietmannsried Markt
- Dietramszell
- Dillingen an der Donau
- Dingolfing
- Dingolshausen
- Dinkelsbühl
- Dinkelscherben Markt
- Dirlewang Markt
- Dittelbrunn
- Dittenheim
- Döhlau
- Dollnstein Markt
- Dombühl Markt
- Donaustauf Markt
- Donauwörth
- Donnersdorf
- Dorfen
- Dörfles-Esbach
- Dorfprozelten
- Dormitz
- Drachselsried
- Duggendorf
- Durach
- Dürrlauingen
- Dürrwangen Markt

### E
- Ebelsbach
- Ebensfeld Markt
- Eberfing
- Ebermannsdorf
- Ebermannstadt
- Ebern
- Ebersberg
- Ebersdorf bei Coburg
- Ebershausen
- Ebnath
- Ebrach Markt
- Eching (Lkr. Freising)
- Eching (Lkr. Landshut)
- Eching am Ammersee
- Eckental Markt
- Eckersdorf
- Edelsfeld
- Ederheim
- Edling
- Effeltrich
- Egenhofen
- Egg an der Günz
- Eggenfelden
- Eggenthal
- Egglham
- Egglkofen
- Eggolsheim Markt
- Eggstätt
- Eging am See Markt
- Eglfing
- Egling
- Egling an der Paar
- Egloffstein Markt
- Egmating
- Egweil
- Ehekirchen
- Ehingen (Lkr. Augsburg)
- Ehingen (Mittelfranken)
- Ehingen am Ries
- Eibelstadt
- Eichenau
- Eichenbühl
- Eichendorf Markt
- Eichstätt
- Eiselfing
- Eisenberg
- Eisenheim Markt
- Eisingen
- Eitensheim
- Eitting
- Elchingen
- Elfershausen Markt
- Ellgau
- Ellingen
- Ellzee
- Elsendorf
- Elsenfeld Markt
- Eltmann
- Emersacker
- Emmering (Lkr. Ebersberg)
- Emmering (Lkr. Fürstenfeldbruck)
- Emmerting
- Emskirchen Markt
- Emtmannsberg
- Engelsberg
- Engelthal
- Ensdorf
- Eppenschlag
- Eppishausen
- Erbendorf
- Erding
- Erdweg
- Eresing
- Ergersheim
- Ergolding Markt
- Ergoldsbach Markt
- Erharting
- Ering
- Erkheim Markt
- Erlabrunn
- Erlangen
- Erlbach
- Erlenbach am Main
- Erlenbach bei Marktheidenfeld
- Ermershausen
- Ernsgaden
- Eschau Markt
- Eschenbach in der Oberpfalz
- Eschenlohe
- Eschlkam Markt
- Eslarn Markt
- Esselbach
- Essenbach Markt
- Essing Markt
- Estenfeld
- Ettal
- Ettenstatt
- Ettringen
- Etzelwang
- Etzenricht
- Euerbach
- Euerdorf Markt
- Eurasburg (Oberbayern)
- Eurasburg (Schwaben)
- Eußenheim

### F
- Fahrenzhausen
- Falkenberg (Niederbayern)
- Falkenberg (Oberpfalz) Markt
- Falkenfels
- Falkenstein Markt
- Farchant
- Faulbach
- Feichten an der Alz
- Feilitzsch
- Feldafing
- Feldkirchen (bei München)
- Feldkirchen (Niederbayern)
- Feldkirchen-Westerham
- Fellen
- Fellheim
- Fensterbach
- Feucht Markt
- Feuchtwangen
- Fichtelberg
- Finning
- Finningen
- Finsing
- Fischach Markt
- Fischbachau
- Fischen im Allgäu
- Flachslanden Markt
- Fladungen
- Flintsbach am Inn
- Floß Markt
- Flossenbürg
- Forchheim
- Forheim
- Forstern
- Forstinning
- Frammersbach Markt
- Frankenwinheim
- Frasdorf
- Frauenau
- Frauenneuharting
- Fraunberg
- Freihung Markt
- Freilassing
- Freising
- Fremdingen
- Frensdorf
- Freudenberg
- Freystadt
- Freyung
- Frickenhausen am Main Markt
- Fridolfing
- Friedberg
- Friedenfels
- Friesenried
- Frontenhausen Markt
- Fuchsmühl Markt
- Fuchsstadt
- Fuchstal
- Fünfstetten
- Fürsteneck
- Fürstenfeldbruck
- Fürstenstein
- Fürstenzell Markt
- Furth (Niederbayern)
- Furth im Wald
- Fürth
- Füssen

### G
- Gablingen
- Gachenbach
- Gädheim
- Gaimersheim Markt
- Gaißach
- Gallmersgarten
- Gammelsdorf
- Gangkofen Markt
- Garching an der Alz
- Garching bei München
- Garmisch-Partenkirchen Markt
- Gars am Inn Markt
- Gattendorf
- Gaukönigshofen
- Gauting
- Gebenbach
- Gebsattel
- Gefrees
- Geiersthal
- Geiselbach
- Geiselhöring
- Geiselwind Markt
- Geisenfeld
- Geisenhausen Markt
- Gelchsheim Markt
- Geldersheim
- Geltendorf
- Gemünden am Main
- Genderkingen
- Georgenberg
- Georgensgmünd
- Gerach
- Geratskirchen
- Gerbrunn
- Geretsried
- Gerhardshofen
- Germaringen
- Germering
- Geroda Markt
- Geroldsgrün
- Geroldshausen
- Gerolfingen
- Gerolsbach
- Gerolzhofen
- Gersthofen
- Gerzen
- Gesees
- Geslau
- Gessertshausen
- Gestratz
- Giebelstadt Markt
- Gilching
- Glashütten
- Glattbach
- Gleiritsch
- Gleißenberg
- Glonn Markt
- Glött
- Gmund am Tegernsee
- Gnotzheim Markt
- Gochsheim
- Goldbach Markt
- Goldkronach
- Gollhofen
- Görisried
- Gössenheim
- Gößweinstein Markt
- Gotteszell
- Gottfrieding
- Graben
- Grabenstätt
- Gräfelfing
- Grafenau
- Gräfenberg
- Gräfendorf
- Grafengehaig Markt
- Grafenrheinfeld
- Grafenwiesen
- Grafenwöhr
- Grafing bei München
- Grafling
- Grafrath
- Grainau
- Grainet
- Grasbrunn
- Grassau Markt
- Grattersdorf
- Greding
- Greifenberg
- Greiling
- Gremsdorf
- Grettstadt
- Greußenheim
- Griesstätt
- Gröbenzell
- Großaitingen
- Großbardorf
- Großeibstadt
- Großenseebach
- Großhabersdorf
- Großheirath
- Großheubach Markt
- Großkarolinenfeld
- Großlangheim Markt
- Großmehring
- Großostheim Markt
- Großwallstadt
- Großweil
- Grub am Forst
- Grünenbach
- Grünwald
- Gstadt am Chiemsee
- Gundelfingen an der Donau
- Gundelsheim
- Gundremmingen
- Güntersleben
- Günzach
- Günzburg
- Gunzenhausen
- Guteneck
- Gutenstetten
- Guttenberg

### H
- Haag (Oberfranken)
- Haag an der Amper
- Haag in Oberbayern Markt
- Haar
- Haarbach
- Habach
- Hafenlohr
- Hagelstadt
- Hagenbüchach
- Hahnbach Markt
- Haibach (Niederbayern)
- Haibach (Unterfranken)
- Haidmühle
- Haimhausen
- Haiming
- Hainsfarth
- Halblech
- Haldenwang (Lkr. Günzburg)
- Haldenwang (Lkr. Oberallgäu)
- Halfing
- Hallbergmoos
- Hallerndorf
- Hallstadt
- Halsbach
- Hammelburg
- Happurg
- Harburg (Schwaben)
- Harsdorf
- Hartenstein
- Haselbach
- Hasloch
- Haßfurt
- Hattenhofen
- Haundorf
- Haunsheim
- Hausen (Unterfranken)
- Hausen (Niederbayern)
- Hausen (Oberfranken)
- Hausen (Rhön)
- Hausen bei Würzburg
- Hausham
- Hauzenberg
- Hawangen
- Hebertsfelden
- Hebertshausen
- Heideck
- Heidenheim Markt
- Heigenbrücken
- Heiligenstadt in Oberfranken Markt
- Heilsbronn
- Heimbuchenthal
- Heimenkirch Markt
- Heimertingen
- Heinersreuth
- Heinrichsthal
- Heldenstein
- Helmbrechts
- Helmstadt Markt
- Hemau
- Hemhofen
- Hemmersheim
- Hendungen
- Henfenfeld
- Hengersberg Markt
- Hepberg
- Herbstadt
- Heretsried
- Hergatz
- Hergensweiler
- Heroldsbach
- Heroldsberg Markt
- Herrieden
- Herrngiersdorf
- Herrsching am Ammersee
- Hersbruck
- Herzogenaurach
- Heßdorf
- Hettenshausen
- Hettstadt
- Hetzles
- Heustreu
- Hilgertshausen-Tandern
- Hilpoltstein
- Hiltenfingen
- Hiltpoltstein Markt
- Himmelkron
- Himmelstadt
- Hinterschmiding
- Hirschaid Markt
- Hirschau
- Hirschbach
- Hitzhofen
- Höchberg Markt
- Höchheim
- Hochstadt am Main
- Höchstadt an der Aisch
- Höchstädt an der Donau
- Höchstädt im Fichtelgebirge
- Hof
- Hofheim in Unterfranken
- Hofkirchen Markt
- Hofstetten
- Hohenaltheim
- Hohenau
- Hohenberg an der Eger
- Hohenbrunn
- Hohenburg Markt
- Hohenfels Markt
- Hohenfurch
- Hohenkammer
- Höhenkirchen-Siegertsbrunn
- Hohenlinden
- Hohenpeißenberg
- Hohenpolding
- Hohenroth
- Hohenthann
- Hohenwart Markt
- Hohenwarth
- Hollenbach
- Hollfeld
- Hollstadt
- Holzgünz
- Holzheim (Donau-Ries)
- Holzheim (bei Neu-Ulm)
- Holzheim (bei Dillingen)
- Holzheim am Forst
- Holzkirchen (Oberbayern) Markt
- Holzkirchen (Unterfranken)
- Hopferau
- Horgau
- Hörgertshausen
- Hösbach Markt
- Höslwang
- Höttingen
- Huglfing
- Huisheim
- Hummeltal
- Hunderdorf
- Hunding
- Hurlach
- Hutthurm Markt

### I
- Ichenhausen
- Icking
- Iffeldorf
- Igensdorf Markt
- Iggensbach
- Igling
- Ihrlerstein
- Illertissen
- Illesheim
- Illschwang
- Ilmmünster
- Immenreuth
- Immenstadt im Allgäu
- Inchenhofen Markt
- Ingenried
- Ingolstadt
- Innernzell
- Inning am Ammersee
- Inning am Holz
- Insingen
- Inzell
- Iphofen
- Ippesheim Markt
- Ipsheim Markt
- Irchenrieth
- Irlbach
- Irschenberg
- Irsee Markt
- Isen Markt
- Ismaning
- Issigau
- Itzgrund

### J
- Jachenau
- Jandelsbrunn
- Jengen
- Jesenwang
- Jettenbach
- Jettingen-Scheppach Markt
- Jetzendorf
- Johannesberg
- Johanniskirchen
- Julbach

### K
- Kahl am Main
- Kaisheim Markt
- Kalchreuth
- Kallmünz Markt
- Kaltental Markt
- Kammeltal
- Kammerstein
- Kammlach
- Karbach Markt
- Karlsfeld
- Karlshuld
- Karlskron
- Karlstadt
- Karlstein am Main
- Karsbach
- Kasendorf Markt
- Kastl (bei Kemnath)
- Kastl (Lauterachtal) Markt
- Kastl (Oberbayern)
- Kaufbeuren
- Kaufering Markt
- Kelheim
- Kellmünz an der Iller Markt
- Kemmern
- Kemnath
- Kempten (Allgäu)
- Kettershausen
- Kiefersfelden
- Kienberg
- Kinding Markt
- Kinsau
- Kipfenberg Markt
- Kirchanschöring
- Kirchberg (Oberbayern)
- Kirchberg im Wald
- Kirchdorf (Hallertau)
- Kirchdorf (bei Haag)
- Kirchdorf an der Amper
- Kirchdorf am Inn
- Kirchdorf im Wald
- Kirchehrenbach
- Kirchendemenreuth
- Kirchenlamitz
- Kirchenpingarten
- Kirchensittenbach
- Kirchenthumbach Markt
- Kirchham
- Kirchhaslach
- Kirchheim (Unterfranken)
- Kirchheim bei München
- Kirchheim in Schwaben Markt
- Kirchlauter
- Kirchroth
- Kirchseeon Markt
- Kirchweidach
- Kirchzell Markt
- Kissing
- Kist
- Kitzingen
- Kleinaitingen
- Kleinheubach Markt
- Kleinkahl
- Kleinlangheim Markt
- Kleinostheim
- Kleinrinderfeld
- Kleinsendelbach
- Kleinwallstadt Markt
- Klingenberg am Main
- Klosterlechfeld
- Knetzgau
- Kochel am See
- Köditz
- Ködnitz
- Köfering
- Kohlberg Markt
- Kolbermoor
- Kolitzheim
- Kollnburg
- Königsberg in Bayern
- Königsbrunn
- Königsdorf
- Königsfeld
- Königsmoos
- Königstein Markt
- Konnersreuth Markt
- Konradsreuth
- Konzell
- Kösching Markt
- Kößlarn Markt
- Kottgeisering
- Kötz
- Kraftisried
- Kraiburg am Inn Markt
- Krailling
- Kranzberg
- Kreuth
- Kreuzwertheim Markt
- Krombach
- Kronach
- Kronburg
- Kröning
- Krumbach (Schwaben)
- Krummennaab
- Krün
- Kühbach Markt
- Kühlenthal
- Kulmain
- Kulmbach
- Kumhausen
- Kümmersbruck
- Kunreuth
- Künzing
- Kupferberg
- Küps Markt
- Kürnach
- Kutzenhausen

### L
- Laaber Markt
- Laberweinting
- Lachen
- Lalling
- Lam Markt
- Lamerdingen
- Landau an der Isar
- Landensberg
- Landsberg am Lech
- Landsberied
- Landshut
- Langdorf
- Langenaltheim
- Langenbach
- Langenfeld
- Langenmosen
- Langenneufnach
- Langenpreising
- Langensendelbach
- Langenzenn
- Langerringen
- Langfurth
- Langquaid Markt
- Langweid am Lech
- Lappersdorf Markt
- Lauben (Lkr. Oberallgäu)
- Lauben (Lkr. Unterallgäu)
- Laudenbach
- Lauf an der Pegnitz
- Laufach
- Laufen
- Laugna
- Lauingen (Donau)
- Lauter
- Lauterhofen Markt
- Lautertal
- Lautrach
- Lechbruck am See
- Legau Markt
- Lehrberg Markt
- Leiblfing
- Leidersbach
- Leinach
- Leinburg
- Leipheim
- Lengdorf
- Lengenwang
- Lenggries
- Lenting
- Leonberg
- Leuchtenberg Markt
- Leupoldsgrün
- Leutenbach
- Leutershausen
- Lichtenau Markt
- Lichtenberg
- Lichtenfels
- Lindau (Bodensee)
- Lindberg
- Lindenberg im Allgäu
- Lisberg
- Litzendorf
- Lohberg
- Lohkirchen
- Lohr am Main
- Loiching
- Loitzendorf
- Lonnerstadt Markt
- Ludwigschorgast Markt
- Ludwigsstadt
- Luhe-Wildenau Markt
- Lülsfeld
- Lupburg Markt
- Lutzingen

### M
- Mähring Markt
- Maierhöfen
- Maihingen
- Mainaschaff
- Mainbernheim
- Mainburg
- Mainleus Markt
- Mainstockheim
- Maisach
- Maitenbeth
- Malching
- Malgersdorf
- Mallersdorf-Pfaffenberg Markt
- Mammendorf
- Mamming
- Manching Markt
- Mantel Markt
- Margetshöchheim
- Mariaposching
- Marklkofen
- Marktbergel Markt
- Markt Berolzheim Markt
- Marktbreit
- Markt Bibart Markt
- Markt Einersheim Markt
- Markt Erlbach Markt
- Marktgraitz Markt
- Marktheidenfeld
- Markt Indersdorf Markt
- Marktl Markt
- Marktleugast Markt
- Marktleuthen
- Markt Nordheim Markt
- Marktoberdorf
- Marktoffingen
- Marktredwitz
- Markt Rettenbach Markt
- Marktrodach Markt
- Marktschellenberg Markt
- Marktschorgast Markt
- Markt Schwaben Markt
- Marktsteft
- Markt Taschendorf Markt
- Markt Wald Markt
- Marktzeuln Markt
- Marloffstein
- Maroldsweisach Markt
- Marquartstein
- Martinsheim
- Marxheim
- Marzling
- Maßbach Markt
- Massing Markt
- Mauern
- Mauerstetten
- Mauth
- Maxhütte-Haidhof
- Medlingen
- Meeder
- Megesheim
- Mehlmeisel
- Mehring
- Meinheim
- Meitingen Markt
- Mellrichstadt
- Memmelsdorf
- Memmingen
- Memmingerberg
- Mengkofen
- Merching
- Mering Markt
- Merkendorf
- Mertingen
- Mespelbrunn
- Metten Markt
- Mettenheim
- Michelau in Oberfranken
- Michelau im Steigerwald
- Michelsneukirchen
- Mickhausen
- Miesbach
- Miltach
- Miltenberg
- Mindelheim
- Mindelstetten
- Mintraching
- Missen-Wilhams
- Mistelbach
- Mistelgau
- Mitteleschenbach
- Mittelneufnach
- Mittelsinn
- Mittelstetten
- Mittenwald Markt
- Mitterfels Markt
- Mitterskirchen
- Mitterteich
- Mitwitz Markt
- Mödingen
- Möhrendorf
- Mömbris Markt
- Mömlingen
- Mönchberg Markt
- Mönchsdeggingen
- Mönchsroth
- Monheim
- Moorenweis
- Moos
- Moosach
- Moosbach Markt
- Moosburg an der Isar
- Moosinning
- Moosthenning
- Mörnsheim Markt
- Motten
- Möttingen
- Mötzing
- Mühldorf am Inn
- Mühlhausen (Franken) Markt
- Mühlhausen (Oberpfalz)
- Muhr am See
- Münchberg
- München Landeshauptstadt
- Münchsmünster
- Münchsteinach
- Münnerstadt
- Munningen
- Münsing
- Münster
- Münsterhausen Markt
- Murnau am Staffelsee Markt

### N
- Nabburg
- Nagel
- Naila
- Nandlstadt Markt
- Nassenfels Markt
- Nennslingen Markt
- Nersingen
- Nesselwang Markt
- Neubeuern Markt
- Neubiberg
- Neubrunn Markt
- Neuburg an der Donau
- Neuburg an der Kammel Markt
- Neuburg am Inn
- Neuching
- Neudrossenfeld
- Neuendettelsau
- Neuendorf
- Neuenmarkt
- Neufahrn bei Freising
- Neufahrn in Niederbayern
- Neufraunhofen
- Neuhaus an der Pegnitz Markt
- Neuhaus am Inn
- Neuhof an der Zenn Markt
- Neuhütten
- Neukirchen (Niederbayern)
- Neukirchen beim Heiligen Blut Markt
- Neukirchen bei Sulzbach-Rosenberg
- Neukirchen-Balbini Markt
- Neukirchen vorm Wald
- Neumarkt in der Oberpfalz
- Neumarkt-Sankt Veit
- Neunburg vorm Wald
- Neunkirchen (Unterfranken)
- Neunkirchen am Brand Markt
- Neunkirchen am Sand
- Neuötting
- Neureichenau
- Neuried
- Neusäß
- Neuschönau
- Neusitz
- Neusorg
- Neustadt am Kulm
- Neustadt am Main
- Neustadt an der Aisch
- Neustadt an der Donau
- Neustadt an der Waldnaab
- Neustadt bei Coburg
- Neutraubling
- Neu-Ulm
- Niederaichbach
- Niederalteich
- Niederbergkirchen
- Niederfüllbach
- Niederlauer
- Niedermurach
- Niedernberg
- Niederrieden
- Niederschönenfeld
- Niedertaufkirchen
- Niederviehbach
- Niederwerrn
- Niederwinkling
- Nittenau
- Nittendorf Markt
- Nonnenhorn
- Nordendorf
- Nordhalben Markt
- Nordheim am Main
- Nordheim vor der Rhön
- Nördlingen
- Nüdlingen
- Nürnberg
- Nußdorf (Chiemgau)
- Nußdorf am Inn

### O
- Oberammergau
- Oberasbach
- Oberau
- Oberaudorf
- Oberaurach
- Oberbergkirchen
- Oberdachstetten
- Oberding
- Oberdolling
- Oberelsbach Markt
- Obergriesbach
- Obergünzburg Markt
- Oberhaching
- Oberhaid
- Oberhausen (b. Neuburg)
- Oberhausen (b. Peißenberg)
- Oberickelsheim
- Oberkotzau Markt
- Oberleichtersbach
- Obermaiselstein
- Obermeitingen
- Obermichelbach
- Obernbreit Markt
- Obernburg am Main
- Oberndorf am Lech
- Oberneukirchen
- Obernzell Markt
- Obernzenn Markt
- Oberostendorf
- Oberottmarshausen
- Oberpframmern
- Oberpleichfeld
- Oberpöring
- Oberreichenbach
- Oberreute
- Oberrieden
- Oberroth
- Oberscheinfeld Markt
- Oberschleißheim
- Oberschneiding
- Oberschönegg
- Oberschwarzach Markt
- Oberschweinbach
- Obersinn Markt
- Obersöchering
- Oberstaufen Markt
- Oberstdorf Markt
- Oberstreu
- Obersüßbach
- Obertaufkirchen
- Oberthulba Markt
- Obertraubling
- Obertrubach
- Oberviechtach
- Obing
- Ochsenfurt
- Odelzhausen
- Oerlenbach
- Oettingen in Bayern
- Offenberg
- Offenhausen
- Offingen Markt
- Ofterschwang
- Ohlstadt
- Ohrenbach
- Olching
- Opfenbach
- Ornbau
- Ortenburg Markt
- Osterberg
- Osterhofen
- Osterzell
- Ostheim vor der Rhön
- Ottenhofen
- Ottensoos
- Otterfing
- Otting
- Ottobeuren Markt
- Ottobrunn
- Otzing
- Oy-Mittelberg

### P
- Pähl
- Painten Markt
- Palling
- Pappenheim
- Parkstein Markt
- Parkstetten
- Parsberg
- Partenstein
- Passau
- Pastetten
- Patersdorf
- Paunzhausen
- Pechbrunn
- Pegnitz
- Peißenberg Markt
- Peiting Markt
- Pemfling
- Pentling
- Penzberg
- Penzing
- Perach
- Perasdorf
- Perkam
- Perlesreut Markt
- Petersaurach
- Petersdorf
- Petershausen
- Pettendorf
- Petting
- Pettstadt
- Pfaffenhausen Markt
- Pfaffenhofen an der Glonn
- Pfaffenhofen an der Ilm
- Pfaffenhofen an der Roth Markt
- Pfaffing
- Pfakofen
- Pfarrkirchen
- Pfarrweisach
- Pfatter
- Pfeffenhausen Markt
- Pfofeld
- Pförring Markt
- Pforzen
- Pfreimd
- Pfronten
- Philippsreut
- Piding
- Pielenhofen
- Pilsach
- Pilsting Markt
- Pinzberg
- Pirk
- Pittenhart
- Planegg
- Plankenfels
- Plattling
- Plech Markt
- Pleinfeld Markt
- Pleiskirchen
- Pleß
- Pleystein
- Pliening
- Plößberg Markt
- Pocking
- Pöcking
- Poing
- Pollenfeld
- Polling (b. Mühldorf)
- Polling (b. Weilheim)
- Polsingen
- Pommelsbrunn
- Pommersfelden
- Poppenhausen
- Poppenricht
- Pörnbach
- Pösing
- Postau
- Postbauer-Heng Markt
- Postmünster
- Pottenstein
- Pöttmes Markt
- Poxdorf
- Prackenbach
- Prebitz
- Prem
- Pressath
- Presseck Markt
- Pressig Markt
- Pretzfeld Markt
- Prichsenstadt
- Prien am Chiemsee Markt
- Priesendorf
- Prittriching
- Prosselsheim
- Prutting
- Püchersreuth
- Puchheim
- Pullach im Isartal
- Pullenreuth
- Pürgen
- Puschendorf
- Putzbrunn
- Pyrbaum Markt

### R
- Rain (am Lech)
- Rain (Niederbayern)
- Raisting
- Raitenbuch
- Ramerberg
- Rammingen
- Ramsau bei Berchtesgaden
- Ramsthal
- Randersacker Markt
- Rannungen
- Rattelsdorf Markt
- Rattenberg
- Rattenkirchen
- Rattiszell
- Raubling
- Rauhenebrach
- Rechtenbach
- Rechtmehring
- Reckendorf
- Rednitzhembach
- Redwitz an der Rodach
- Regen
- Regensburg
- Regenstauf Markt
- Regnitzlosau
- Rehau
- Rehling
- Reichenbach (Landkreis Cham)
- Reichenbach (Landkreis Kronach)
- Reichenberg Markt
- Reichenschwand
- Reichersbeuern
- Reichertshausen
- Reichertsheim
- Reichertshofen Markt
- Reichling
- Reimlingen
- Reisbach Markt
- Reischach
- Reit im Winkl
- Remlingen Markt
- Rennertshofen Markt
- Rentweinsdorf Markt
- Rettenbach (Landkr. Günzburg)
- Rettenbach (Oberpfalz)
- Rettenbach am Auerberg
- Rettenberg
- Retzstadt
- Reut
- Reuth bei Erbendorf
- Ried
- Riedbach
- Rieden (Oberpfalz) Markt
- Rieden (b. Kaufbeuren)
- Rieden am Forggensee
- Riedenberg
- Riedenburg
- Riedenheim
- Riedering
- Riegsee
- Riekofen
- Rieneck
- Rimbach (Landkreis Rottal-Inn)
- Rimbach (Oberpfalz)
- Rimpar Markt
- Rimsting
- Rinchnach
- Ringelai
- Röckingen
- Rödelmaier
- Rödelsee
- Roden
- Rödental
- Roding
- Röfingen
- Roggenburg
- Rögling
- Rohr (Mittelfranken)
- Rohr in Niederbayern Markt
- Rohrbach
- Rohrdorf
- Rohrenfels
- Röhrmoos
- Röhrnbach Markt
- Röllbach
- Ronsberg Markt
- Rosenheim
- Röslau
- Roßbach
- Roßhaupten
- Roßtal Markt
- Roth
- Röthenbach (Allgäu)
- Röthenbach an der Pegnitz
- Rothenbuch
- Rothenburg ob der Tauber
- Rothenfels
- Röthlein
- Rott (Landkr. Landsberg)
- Rott am Inn
- Rottach-Egern
- Röttenbach (b. Erlangen)
- Röttenbach (Landkr. Roth)
- Rottenbuch
- Rottenburg an der Laaber
- Rottendorf
- Rotthalmünster Markt
- Röttingen
- Rötz
- Rückersdorf
- Rückholz
- Rudelzhausen
- Rüdenau
- Rüdenhausen Markt
- Ruderatshofen
- Ruderting
- Rugendorf
- Rügland
- Ruhmannsfelden Markt
- Ruhpolding
- Ruhstorf an der Rott Markt
- Runding

### S
- Saal an der Donau
- Saal an der Saale Markt
- Saaldorf-Surheim
- Sachsen bei Ansbach
- Sachsenkam
- Sailauf
- Salching
- Saldenburg
- Salgen
- Salz
- Salzweg
- Samerberg
- Sand am Main
- Sandberg
- Sankt Englmar
- Sankt Oswald-Riedlhütte
- Sankt Wolfgang
- Sauerlach
- Saulgrub
- Schäftlarn
- Schalkham
- Schauenstein
- Schaufling
- Schechen
- Scheidegg Markt
- Scheinfeld
- Schernfeld
- Scherstetten
- Scheßlitz
- Scheuring
- Scheyern
- Schierling Markt
- Schillingsfürst
- Schiltberg
- Schirmitz
- Schirnding Markt
- Schlammersdorf
- Schleching
- Schlehdorf
- Schliersee Markt
- Schlüsselfeld
- Schmidgaden
- Schmidmühlen Markt
- Schmiechen
- Schnabelwaid Markt
- Schnaitsee
- Schnaittach Markt
- Schnaittenbach
- Schneckenlohe
- Schneeberg Markt
- Schneizlreuth
- Schnelldorf
- Schöfweg
- Schollbrunn
- Schöllkrippen Markt
- Schöllnach Markt
- Schönau (Niederbayern)
- Schönau an der Brend
- Schönau am Königssee
- Schönberg (Niederbayern) Markt
- Schönberg (Oberbayern)
- Schönbrunn im Steigerwald
- Schondorf am Ammersee
- Schondra Markt
- Schongau
- Schöngeising
- Schönsee
- Schonstett
- Schönthal
- Schonungen
- Schönwald
- Schopfloch Markt
- Schorndorf
- Schrobenhausen
- Schwabach
- Schwabbruck
- Schwabhausen
- Schwabmünchen
- Schwabsoien
- Schwaig bei Nürnberg
- Schwaigen
- Schwandorf
- Schwanfeld
- Schwangau
- Schwanstetten Markt
- Schwarzach (Niederbayern) Markt
- Schwarzach am Main Markt
- Schwarzach bei Nabburg
- Schwarzenbach (Oberpfalz)
- Schwarzenbach am Wald
- Schwarzenbach an der Saale
- Schwarzenbruck
- Schwarzenfeld Markt
- Schwarzhofen Markt
- Schwebheim
- Schweinfurt
- Schweitenkirchen
- Schwenningen
- Schwifting
- Schwindegg
- Seefeld
- Seeg
- Seehausen am Staffelsee
- Seeon-Seebruck
- Seeshaupt
- Segnitz
- Seinsheim Markt
- Selb
- Selbitz
- Senden
- Sengenthal
- Sennfeld
- Seßlach
- Seubersdorf in der Oberpfalz
- Seukendorf
- Seybothenreuth
- Siegenburg Markt
- Siegsdorf
- Sielenbach
- Sigmarszell
- Simbach (b. Landau) Markt
- Simbach am Inn
- Simmelsdorf
- Simmershofen
- Sindelsdorf
- Sinzing
- Söchtenau
- Solnhofen
- Sommerach
- Sommerhausen Markt
- Sommerkahl
- Sonderhofen
- Sondheim vor der Rhön
- Sonnefeld
- Sonnen
- Sontheim
- Sonthofen
- Soyen
- Spalt
- Spardorf
- Sparneck Markt
- Spatzenhausen
- Speichersdorf
- Speinshart
- Spiegelau
- Stadelhofen
- Stadlern
- Stadtbergen
- Stadtlauringen Markt
- Stadtprozelten
- Stadtsteinach
- Stallwang
- Stammbach Markt
- Stammham (am Inn)
- Stammham (b. Ingolstadt)
- Stamsried Markt
- Starnberg
- Staudach-Egerndach
- Stegaurach
- Stein
- Steinach
- Steinbach am Wald
- Steinberg am See
- Steindorf
- Steinfeld
- Steingaden
- Steinhöring
- Steinkirchen
- Steinsfeld
- Steinwiesen Markt
- Stephanskirchen
- Stephansposching
- Stetten
- Stettfeld
- Stiefenhofen
- Stockheim (Oberfranken)
- Stockheim (Unterfranken)
- Stockstadt am Main Markt
- Störnstein
- Stötten am Auerberg
- Stöttwang
- Strahlungen
- Straßkirchen
- Straßlach-Dingharting
- Straubing
- Strullendorf
- Stubenberg
- Stulln
- Sugenheim Markt
- Sulzbach am Main Markt
- Sulzbach-Rosenberg
- Sulzberg Markt
- Sulzdorf an der Lederhecke
- Sulzemoos
- Sulzfeld (im Grabfeld)
- Sulzfeld am Main
- Sulzheim
- Sulzthal Markt
- Sünching
- Surberg
- Syrgenstein

### T
- Tacherting
- Taching am See
- Tagmersheim
- Tann Markt
- Tännesberg Markt
- Tapfheim
- Tauberrettersheim
- Taufkirchen (Landkr. Mühldorf)
- Taufkirchen (b. München)
- Taufkirchen (Vils)
- Tegernheim
- Tegernsee
- Teisendorf Markt
- Teising
- Teisnach Markt
- Tettau Markt
- Tettenweis
- Teublitz
- Teugn
- Teunz
- Teuschnitz
- Thaining
- Thalmassing
- Thalmässing Markt
- Thannhausen
- Thanstein
- Theilenhofen
- Theilheim
- Theisseil
- Theres
- Thierhaupten Markt
- Thiersheim Markt
- Thierstein Markt
- Thundorf in Unterfranken
- Thüngen Markt
- Thüngersheim
- Thurmansbang
- Thurnau Markt
- Thyrnau
- Tiefenbach (b. Landshut)
- Tiefenbach (b. Passau)
- Tiefenbach (Oberpfalz)
- Tirschenreuth
- Titting Markt
- Tittling Markt
- Tittmoning
- Todtenweis
- Töging am Inn
- Töpen
- Trabitz
- Train
- Traitsching
- Trappstadt Markt
- Traunreut
- Traunstein
- Trausnitz
- Trautskirchen
- Trebgast
- Treffelstein
- Treuchtlingen
- Triefenstein Markt
- Triftern Markt
- Trogen
- Tröstau
- Trostberg
- Trunkelsberg
- Tschirn
- Tuchenbach
- Tuntenhausen
- Türkenfeld
- Türkheim Markt
- Tussenhausen Markt
- Tüßling Markt
- Tutzing
- Tyrlaching

### U
- Übersee
- Üchtelhausen
- Uffenheim
- Uffing am Staffelsee
- Uehlfeld Markt
- Uettingen
- Ungerhausen
- Unsleben
- Unterammergau
- Unterdießen
- Unterdietfurt
- Unteregg
- Unterföhring
- Untergriesbach Markt
- Unterhaching
- Unterleinleiter
- Untermeitingen
- Untermerzbach
- Unterneukirchen
- Unterpleichfeld
- Unterreit
- Unterroth
- Unterschleißheim
- Unterschwaningen
- Untersiemau
- Untersteinach
- Unterthingau Markt
- Unterwössen
- Untrasried
- Ursberg
- Ursensollen
- Urspringen
- Ustersbach
- Uttenreuth
- Utting am Ammersee

### V
- Vachendorf
- Valley
- Vaterstetten
- Veitsbronn
- Veitshöchheim
- Velburg
- Velden (Mittelfranken)
- Velden (Niederbayern) Markt
- Vestenbergsgreuth Markt
- Viechtach
- Viereth-Trunstadt
- Vierkirchen
- Vilgertshofen
- Villenbach
- Vilsbiburg
- Vilseck
- Vilsheim
- Vilshofen an der Donau
- Vogtareuth
- Vohburg an der Donau
- Vohenstrauß
- Vöhringen
- Volkach
- Volkenschwand
- Vorbach
- Vorra

### W
- Waakirchen
- Waal Markt
- Wachenroth Markt
- Wackersberg
- Wackersdorf
- Waffenbrunn
- Waging am See Markt
- Waidhaus Markt
- Waidhofen
- Waigolshausen
- Waischenfeld
- Wald (Schwaben)
- Wald (Oberpfalz)
- Waldaschaff
- Waldbrunn
- Waldbüttelbrunn
- Walderbach
- Waldershof
- Waldkirchen
- Waldkraiburg
- Waldmünchen
- Waldsassen
- Waldstetten Markt
- Waldthurn Markt
- Walkertshofen
- Wallenfels
- Wallerfing
- Wallersdorf Markt
- Wallerstein Markt
- Wallgau
- Walpertskirchen
- Walsdorf
- Waltenhausen
- Waltenhofen
- Walting
- Wang
- Warmensteinach
- Warngau
- Wartenberg Markt
- Wartmannsroth
- Wasserburg (Bodensee)
- Wasserburg am Inn
- Wasserlosen
- Wassertrüdingen
- Wattendorf
- Wechingen
- Wegscheid Markt
- Wehringen
- Weibersbrunn
- Weichering
- Weichs
- Weiden in der Oberpfalz
- Weidenbach Markt
- Weidenberg Markt
- Weidhausen bei Coburg
- Weiding (Lkr. Cham)
- Weiding (Lkr. Schwandorf)
- Weigendorf
- Weigenheim
- Weihenzell
- Weiherhammer
- Weihmichl
- Weil
- Weilbach Markt
- Weiler-Simmerberg Markt
- Weilersbach
- Weilheim in Oberbayern
- Weiltingen Markt
- Weisendorf Markt
- Weismain
- Weißdorf
- Weißenbrunn
- Weißenburg in Bayern
- Weißenhorn
- Weißenohe
- Weißensberg
- Weitnau Markt
- Weitramsdorf
- Welden Markt
- Wellheim Markt
- Wemding
- Wendelstein Markt
- Weng
- Wenzenbach
- Wernberg-Köblitz Markt
- Werneck Markt
- Wertach Markt
- Wertingen
- Weßling
- Wessobrunn
- Westendorf (Lkr. Ostallgäu)
- Westendorf (Lkr. Augsburg)
- Westerheim
- Westerngrund
- Westheim
- Wettringen
- Wettstetten
- Weyarn
- Wiedergeltingen
- Wielenbach
- Wiesau Markt
- Wiesen
- Wiesenbach
- Wiesenbronn
- Wiesenfelden
- Wiesent
- Wiesenthau
- Wiesentheid Markt
- Wiesenttal Markt
- Wieseth
- Wiesthal
- Wiggensbach Markt
- Wilburgstetten
- Wildenberg
- Wildflecken Markt
- Wildpoldsried
- Wildsteig
- Wilhelmsdorf
- Wilhelmsthal
- Wilhermsdorf Markt
- Willanzheim Markt
- Willmars
- Willmering
- Windach
- Windberg
- Windelsbach
- Windischeschenbach
- Windorf Markt
- Windsbach
- Winhöring
- Winkelhaid
- Winklarn Markt
- Winterbach
- Winterhausen Markt
- Winterrieden
- Winzer Markt
- Wipfeld
- Wirsberg Markt
- Wittelshofen
- Wittibreut
- Wittislingen Markt
- Witzmannsberg
- Wolfersdorf
- Wolferstadt
- Wolfertschwenden
- Wolframs-Eschenbach
- Wolfratshausen
- Wolfsegg
- Wollbach
- Wolnzach Markt
- Wonfurt
- Wonneberg
- Wonsees Markt
- Woringen
- Wörnitz
- Wörth (Lkr. Erding)
- Wörth am Main
- Wörth an der Donau
- Wörth an der Isar
- Wörthsee
- Wülfershausen an der Saale
- Wunsiedel
- Wurmannsquick Markt
- Wurmsham
- Würzburg

### Z
- Zachenberg
- Zandt
- Zangberg
- Zapfendorf Markt
- Zeil am Main
- Zeilarn
- Zeitlarn
- Zeitlofs Markt
- Zell (Oberpfalz)
- Zell im Fichtelgebirge Markt
- Zell am Main Markt
- Zellingen Markt
- Zenting
- Ziemetshausen Markt
- Ziertheim
- Zirndorf
- Zolling
- Zorneding
- Zöschingen
- Zusamaltheim
- Zusmarshausen Markt
- Zwiesel

## Amtliche Ortsnamen
Die von den ausgeschriebenen Ortsnamen abweichenden amtlichen Schreibweisen von Städten und Gemeinden in Bayern sind nachfolgend aufgeführt:
- Altdorf b.Nürnberg
- Altenmarkt a.d.Alz
- Altenstadt a.d.Waldnaab
- Aschau a.Inn
- Aschau i.Chiemgau
- Au i.d.Hallertau
- Auerbach i.d.OPf.
- Aura a.d.Saale
- Aura i.Sinngrund
- Bach a.d.Donau
- Bächingen a.d.Brenz
- Bad Berneck i.Fichtelgebirge
- Bad Griesbach i.Rottal
- Bad Königshofen i.Grabfeld
- Bad Neustadt a.d.Saale
- Bayerbach b.Ergoldsbach
- Berg b.Neumarkt i.d.OPf.
- Bernau a.Chiemsee
- Bischofsheim a.d.Rhön
- Breitbrunn a.Chiemsee
- Bruck i.d.OPf.
- Buch a.Buchrain
- Buch a.Erlbach
- Buch a.Wald
- Burgberg i.Allgäu
- Burgkirchen a.d.Alz
- Dentlein a.Forst
- Dießen a.Ammersee
- Dietfurt a.d.Altmühl
- Dillingen a.d.Donau
- Ebersdorf b.Coburg
- Eching a.Ammersee
- Egg a.d.Günz
- Eging a.See
- Egling a.d.Paar
- Ehingen a.Ries
- Erlenbach a.Main
- Erlenbach b.Marktheidenfeld
- Eschenbach i.d.OPf.
- Feichten a.d.Alz
- Fischen i.Allgäu
- Flintsbach a.Inn
- Frickenhausen a.Main
- Garching a.d.Alz
- Garching b.München
- Gars a.Inn
- Gemünden a.Main
- Gmund a.Tegernsee
- Grafing b.München
- Grub a.Forst
- Gstadt a.Chiemsee
- Gundelfingen a.d.Donau
- Haag a.d.Amper
- Haag i.OB
- Hausen b.Würzburg
- Heiligenstadt i.OFr.
- Herrsching a.Ammersee
- Höchstadt a.d.Aisch
- Höchstädt a.d.Donau
- Hochstadt a.Main
- Höchstädt i.Fichtelgebirge
- Hofheim i.UFr.
- Hohenberg a.d.Eger
- Holzheim a.Forst
- Immenstadt i.Allgäu
- Inning a.Ammersee
- Inning a.Holz
- Kahl a.Main
- Karlstein a.Main
- Kellmünz a.d.Iller
- Kirchberg i.Wald
- Kirchdorf a.d.Amper
- Kirchdorf a.Inn
- Kirchdorf i.Wald
- Kirchheim b.München
- Kirchheim i.Schw.
- Klingenberg a.Main
- Kochel a.See
- Königsberg i.Bay.
- Kraiburg a.Inn
- Landau a.d.Isar
- Langweid a.Lech
- Lauf a.d.Pegnitz
- Lechbruck a.See
- Lindenberg i.Allgäu
- Lohr a.Main
- Michelau i.OFr.
- Michelau i.Steigerwald
- Moosburg a.d.Isar
- Mühldorf a.Inn
- Muhr a.See
- Murnau a.Staffelsee
- Neuburg a.d.Donau
- Neuburg a.d.Kammel
- Neuburg a.Inn
- Neufahrn b.Freising
- Neufahrn i.NB
- Neuhaus a.d.Pegnitz
- Neuhaus a.Inn
- Neuhof a.d.Zenn
- Neukirchen b.Hl.Blut
- Neukirchen b.Sulzbach-Rosenberg
- Neumarkt i.d.OPf.
- Neunkirchen a.Brand
- Neunkirchen a.Sand
- Neustadt a.d.Aisch
- Neustadt a.d.Donau
- Neustadt a.d.Waldnaab
- Neustadt a.Main
- Neustadt b.Coburg
- Nordheim a.Main
- Nordheim v.d.Rhön
- Nußdorf a.Inn
- Obernburg a.Main
- Oberndorf a.Lech
- Oettingen i.Bay.
- Ostheim v.d.Rhön
- Pfaffenhofen a.d.Glonn
- Pfaffenhofen a.d.Ilm
- Pfaffenhofen a.d.Roth
- Prien a.Chiemsee
- Pullach i.Isartal
- Ramsau b.Berchtesgaden
- Redwitz a.d.Rodach
- Rettenbach a.Auerberg
- Reuth b.Erbendorf
- Rohr i.NB
- Röthenbach a.d.Pegnitz
- Rott a.Inn
- Rottenburg a.d.Laaber
- Ruhstorf a.d.Rott
- Saal a.d.Donau
- Saal a.d.Saale
- Sachsen b.Ansbach
- Sand a.Main
- Schönau a.d.Brend
- Schönau a.Königssee
- Schönbrunn i.Steigerwald
- Schondorf a.Ammersee
- Schwaig b.Nürnberg
- Schwarzach a.Main
- Schwarzach b.Nabburg
- Schwarzenbach a.d.Saale
- Schwarzenbach a.Wald
- Seehausen a.Staffelsee
- Seubersdorf i.d.OPf.
- Simbach a.Inn
- Sondheim v.d.Rhön
- Steinbach a.Wald
- Stockstadt a.Main
- Stötten a.Auerberg
- Sulzbach a.Main
- Sulzdorf a.d.Lederhecke
- Sulzfeld a.Main
- Taching a.See
- Thundorf i.UFr.
- Töging a.Inn
- Uffing a.Staffelsee
- Utting a.Ammersee
- Vohburg a.d.Donau
- Waging a.See
- Wasserburg a.Inn
- Weiden i.d.OPf.
- Weidhausen b.Coburg
- Weilheim i.OB
- Weißenburg i.Bay.
- Wörth a.d.Donau
- Wörth a.d.Isar
- Wörth a.Main
- Wülfershausen a.d.Saale
- Zeil a.Main
- Zell a.Main

## Gemeindeteile
Umfassend verzeichnet sind Dörfer bzw. Gemeindeteile in der Ortsdatenbank der Bayerischen Landesbibliothek.